# Sphinctobelus ater
Sphinctobelus ater is een keversoort uit de familie Belidae. De wetenschappelijke naam van de soort is voor het eerst geldig gepubliceerd in 1994 door Zimmerman.